# Maccarese Nord
Maccarese Nord est à la fois une frazione de la ville de Fiumicino et une zona di Roma (zone de Rome) située à l'ouest de Rome dans l'Agro Romano en Italie. Elle est désignée dans la nomenclature administrative par Z.XLIII et fait partie du Municipio XVI. Sa population est de 29 habitants répartis sur une superficie de 1,22 km2.

## Histoire
En 1992, Maccarese Nord devient une frazione de la ville de Fiumicino tout en restant dans l'organigramme administratif de Rome.